# Rajd Bułgarii 2003
Rajd Bułgarii 2003 (34. Rally Bulgaria Albena) – 34. edycja rajdu samochodowego Rajd Bułgarii rozgrywanego w Bułgarii. Rozgrywany był od 13 do 15 czerwca 2003 roku. Była to osiemnasta runda Rajdowych Mistrzostw Europy w roku 2003 (rajd miał najwyższy współczynnik – 20) oraz druga runda Rajdowych Mistrzostw Bułgarii. Składał się z 13 odcinków specjalnych.

## Klasyfikacja rajdu
| Miejsce                          | Kierowca                     | Pilot                        | Samochód                     | Czas                         | Strata                       |                              |
| Klasyfikacja generalna i ERC     | Klasyfikacja generalna i ERC | Klasyfikacja generalna i ERC | Klasyfikacja generalna i ERC | Klasyfikacja generalna i ERC | Klasyfikacja generalna i ERC | Klasyfikacja generalna i ERC |
| -------------------------------- | ---------------------------- | ---------------------------- | ---------------------------- | ---------------------------- | ---------------------------- | ---------------------------- |
| 1.                               | Bruno Thiry                  | Jean-Marc Fortin             | Peugeot 206 WRC              | 2:46:21.5                    | 0.0                          |                              |
| 2.                               | Jasen Popov                  | Dilian Popov                 | Škoda Octavia WRC            | 2:52:23.8                    | +6:02.3                      |                              |
| 3.                               | Krum Donchev                 | Rumen Manolov                | Peugeot 306 Maxi             | 2:57:15.5                    | +10:54.0                     |                              |
| 4.                               | Ilia Tzarski                 | Lazar Tevekelov              | Ford Escort WRC              | 2:58:02.7                    | +11:41.2                     |                              |
| 5.                               | Radoslav Kozlekov            | Petar Sivov                  | Mitsubishi Lancer Evo VI     | 2:58:23.9                    | +12:02.4                     |                              |
| 6.                               | Volkan Isik                  | Erkan Güleren                | Fiat Punto S1600             | 2:58:56.1                    | +12:34.6                     |                              |
| 7.                               | Georgi Geradzhiev jr.        | Nikola Popov                 | Mitsubishi Lancer Evo VI     | 2:59:13.3                    | +12:51.8                     |                              |
| 8.                               | Ivan Marinov                 | Stefan Cholakov              | Mitsubishi Lancer Evo VI     | 2:59:22.5                    | +13:01.0                     |                              |
| 9.                               | Nejat Avci                   | Ozden Yilmaz                 | Fiat Palio S1600             | 3:03:13.4                    | +16:51.9                     |                              |
| 10.                              | Georgi Yanakiev              | Boyko Ignatov                | Citroën Saxo Kit Car         | 3:10:08.3                    | +23:46.8                     |                              |
| Klasyfikacja mistrzostw Bułgarii |                              |                              |                              |                              |                              |                              |
| 1.                               | Jasen Popov                  | Dilian Popov                 | Škoda Octavia WRC            | 2:52:23.8                    | 0.00                         |                              |
| 2.                               | Krum Donchev                 | Rumen Manolov                | Peugeot 306 Maxi             | 2:57:15.5                    | +4:51.7                      |                              |
| 3.                               | Ilia Tzarski                 | Lazar Tevekelov              | Ford Escort WRC              | 2:58:02.7                    | +5:38.9                      |                              |
| 4.                               | Radoslav Kozlekov            | Petar Sivov                  | Mitsubishi Lancer Evo VI     | 2:58:23.9                    | +6:00.1                      |                              |
| 5.                               | Georgi Geradzhiev jr.        | Nikola Popov                 | Mitsubishi Lancer Evo VI     | 2:59:13.3                    | +6:49.5                      |                              |
| 6.                               | Ivan Marinov                 | Stefan Cholakov              | Mitsubishi Lancer Evo VI     | 2:59:22.5                    | +6:58.7                      |                              |
| 7.                               | Georgi Yanakiev              | Boyko Ignatov                | Citroën Saxo Kit Car         | 3:10:08.3                    | +17:44.5                     |                              |